# Eduardo Masso
Eduardo Masso (* 11. Januar 1964 in Bell Ville, Argentinien) ist ein ehemaliger belgischer Tennisspieler.

## Leben
Masso, ein gebürtiger Argentinier, begann im Alter von sieben Jahren mit dem Tennissport und war 1982 nationaler argentinischer Juniorenmeister. 1984 wurde er Tennisprofi. Einen ersten Achtungserfolg hatte er 1986 mit der Halbfinalteilnahme im Doppelwettbewerb von Metz. 1989 stand er das erste und einzige Mal in seiner Karriere im Finale eines ATP-Turniers, unterlag jedoch an der Seite von João Cunha-Silva gegen Udo Riglewski und Tobias Svantesson. 1990 erreichte er das Finale von Hilversum, musste sich aber in vier Sätzen Francisco Clavet geschlagen geben. Seine einzigen Titelgewinne feierte er auf der ATP Challenger Tour, wo er zwischen 1990 und 1992 mit wechselnden Partnern drei Doppeltitel errang. Seine höchste Notierung in der Tennisweltrangliste erreichte er 1991 mit Position 56 im Einzel sowie 1990 mit Position 134 im Doppel. Seine besten Einzelergebnisse bei Grand-Slam-Turnieren waren das Erreichen der zweiten Runde bei den Australian Open, den French Open und in Wimbledon. In der Doppelkonkurrenz trat er nur bei den Australian Open und den French Open an, kam dort jedoch nicht über die erste Runde hinaus. Im Mixed stand er 1990 in der zweiten Runde der French Open. 1992 beendete er seine Karriere.
Masso, der sich in Belgien einbürgern ließ, spielte zwischen 1990 und 1992 zehn Einzel- sowie vier Doppelpartien für die belgische Davis-Cup-Mannschaft. Seine Einzelbilanz war 6:4, von seinen Doppelbegegnungen konnte er dagegen keine gewinnen.

## Erfolge
| Legende                       |
| Grand Slam                    |
| Tennis Masters Cup            |
| ATP Masters Series            |
| ATP International Series Gold |
| ATP International Series      |
| ATP Challenger Series (3)     |

### Einzel

#### Finalteilnahmen
| Nr. | Datum         | Turnier   | Belag | Finalgegner      | Ergebnis           |
| --- | ------------- | --------- | ----- | ---------------- | ------------------ |
| 1.  | 29. Juli 1990 | Hilversum | Sand  | Francisco Clavet | 6:3, 4:6, 2:6, 0:6 |

### Doppel

#### Turniersiege
| Nr. | Datum            | Turnier     | Belag | Partner             | Finalgegner                      | Ergebnis      |
| --- | ---------------- | ----------- | ----- | ------------------- | -------------------------------- | ------------- |
| 1.  | 18. Februar 1990 | Nairobi (1) | Sand  | Christian Miniussi  | João Cunha e Silva Menno Oosting | 3:6, 7:5, 7:6 |
| 2.  | 24. Februar 1990 | Nairobi (2) | Sand  | João Cunha e Silva  | Zeeshan Ali Libor Pimek          | 6:4, 7:5      |
| 3.  | 9. August 1992   | Lüttich     | Sand  | Juan Carlos Báguena | Daniel Fiala Robert Novotný      | 6:2, 6:3      |

#### Finalteilnahmen
| Nr. | Datum        | Turnier | Belag     | Partner            | Finalgegner                     | Ergebnis      |
| --- | ------------ | ------- | --------- | ------------------ | ------------------------------- | ------------- |
| 1.  | 5. März 1989 | Nancy   | Hartplatz | João Cunha e Silva | Udo Riglewski Tobias Svantesson | 4:6, 7:6, 6:7 |